# Дударов, Ахмет Батырбиевич
Ахмет Батырбиевич Дударов (осет. Дудараты Ахмæт) — старшина из осетинского тагаурского рода, владевший проходом в Грузию от Владикавказа до Казбека. Активный сторонник движения Шейха Мансура, в 1787 г. Был замечен в связях с ахалцихским пашой, участник анти-имперского восстания в Осетии в 1804

## Биография
Ахмет Дударов родился в начале XVIII века в Чми. Он долгое время жил там со своими родителями, но его оба брата, Темир-Султан и Багир, отделились от них и основали свои села, первый — Балта, а второй — Даллагкау. Начиная с давних времен Дударовы владели проходом по Военно-грузинской дороге, за проход через которую брали пошлину с купцов и солдатов.
В 1772 по приказу Ахмета в плен был взят Академик Гюльденштедт, которого с трудом смог освободить русский отряд численностью в 600 человек с 2 пушками. Впервые Ахмет упомянут немецким путешественником Леонтием Штедером, посетившим Осетию в 1781 году. Как отмечает Штедер, Дударов владел селениями Чми и Ларс.
Первым вооруженным восстанием тагаурских старшин против царизма можно считать участие в движении Шейха Мансура. Вскоре в это движение включился Дударов. Так как движение Мансура шло под мусульманским знаменем, то Ахмет начал распространять Ислам в Осетии. Позже, он построил мечеть в ауле Нижняя Саниба.
В августе 1802 года главнокомандующий на Кавказе Кнорринг направился из Тифлиса в Тагаурию, чтобы наказать Дударова. Ему было оказано сопротивление. Из числа его конвоя было убито несколько человек и 18 ранено. После этого Кнорринг направил в Тагаурское ущелье одну роту из кавказского гренадерского полка и 200 казаков.

## Восстание 1804
Политика насилия, осуществленная Цицианошвили в Тагаурии и Южной Осетии, подрывала отношения между царской администрацией и тагаурцами. 
Особую тревогу вызывали действия Ахмета Дударова, известного своей влиятельностью не только в Горной Осетии, но также в Османской империи и Персии, который угрожал перекрыть для России Военно-Грузинскую дорогу.
Начав в 1804 г. войну с Россией, персидский шах выслал Ахмету Дударову крупную сумму денег и золото. На них, как и предписывалось шахом, Дударов создал отряд из 200 всадников, и нападал на русские транспорты, военные отряды, направлявшиеся в Закавказье, на лагеря и форпосты, расположенные на Военно-Грузинской дороге. Весной и летом 1804 года объединенным силам удалось блокировать Военно-Грузинскую дорогу, овладев форпостом в Ларсе, охранявшим самый узкий проход в Дарьяльском ущелье, повстанцам удалось прервать всякое сообщение через Главный Кавказский хребет. Вскоре к Дударову и его сторонникам присоединились крестьяне из Южной Осетии, а также жители южного склона Центрального Кавказа — Хевсуры и Мтиулетинцы. Число повстанцев возросло до 3000 человек.
Восставшие тагаурцы приступили к осаде села Степанцминда — еще одного важного пункта на Военно-Грузинской дороге. Здесь располагался замок майора Казбеги, служившего российской администрации, находилась команда русских солдат и строителей дороги. 
Захватив Степанцминду, тагаурские повстанцы взяли под свой контроль Военно-Грузинскую дорогу. После долгих боев Российским войскам удалось подавить бунт. Несмотря на это российской военной администрации пришлось пойти на целый ряд существенных уступок. Тагаурские алдары вернули себе право собирать на Военно-Грузинской дороге пошлины с купцов и других гражданских лиц.

## Убийство
22 Апреля 1809 года Ахмет Дударов приехал во Владикавказскую крепость для того чтоб встретить своего родственника Девлета Мирзу, возвративщегося из поездки в Россию. В тот момент, на него было совершенно нападение ингушским старшиной Шейх-Мурзою Дзейтовым. Ахмет погиб от выстрела в голову из ружья.